# ورخنیه سازوو
ورخنیه سازوو (انگلیسی: Verkhneye Sazovo) یک شهرک در شهرستان کوگارچینسکی جمهوری باشقیرستان در کشور روسیه است.